# Fritz Jirmann
Fritz Jirmann (ur. 11 stycznia 1914 w Božanovie, zm. 1 marca 1943 w Bełżcu) – Niemiec sudecki, SS-Oberscharführer, uczestnik akcji T4, członek personelu obozu zagłady w Bełżcu, zbrodniarz hitlerowski.

## Życiorys
Urodził się w Božanovie w obecnym kraju kralovohradeckim (niem. Barzdorf). Był członkiem SS, służył w obozie koncentracyjnym Buchenwald. Pod koniec 1939 roku został przydzielony do personelu akcji T4, czyli tajnego programu eksterminacji osób psychicznie chorych i niepełnosprawnych umysłowo. Służył w „ośrodku eutanazji” w Grafeneck.
Podobnie jak wielu innych weteranów akcji T4 został przeniesiony do okupowanej Polski, aby wziąć udział w eksterminacji Żydów. Służył w ośrodku zagłady w Bełżcu. Sprawował tam nadzór nad obozową rampą. Jego głównym zadaniem było uśpić czujność Żydów prowadzonych do komór gazowych oraz zapewnić ich posłuszeństwo. Zazwyczaj po przybyciu transportu wygłaszał do ofiar przemówienie, w którym zapewniał, że znajdują się w obozie przejściowym, a po „kąpieli i dezynfekcji” będą mogły kontynuować podróż do obozów pracy. Zdarzało się, że Żydzi nagradzali jego wystąpienie spontanicznym aplauzem. Często na ochotnika przeprowadzał egzekucje w obozowym „lazarecie”. Rudolf Reder opisywał go jako bezwzględnego mordercę, budzącego w obozie powszechny strach.

Fritz Irrman […] był specjalistą od strzelania dzieci i starców. Wykonywał wszystkie okrucieństwa z kamiennym spokojem, zachowywał się tajemniczo i milcząco, codziennie mówił do straceńców, że idą do kąpieli i do pracy. Skrupulatny zbrodniarz – relacja Rudolfa Redera.

Jirmann wziął także czynny udział w akcji pacyfikacyjnej 4 października 1942 roku, kiedy to w odwecie za rzekome podpalenie stajni, w której komendant Gottlieb Hering trzymał swoje ulubione konie, zamordowano ponad 50 Polaków i Ukraińców zamieszkałych w Lubyczy Królewskiej i okolicznych wsiach. To on razem z Reinholdem Feixem rozstrzeliwał wskazane przez Heringa ofiary.
Wieczorem 1 marca 1943 roku wraz z Heinrichem Gleyem udał się do bunkra-karceru, w którym przetrzymywano dwóch wachmanów, którzy włamali się do magazynu z pożydowskimi kosztownościami. Po otwarciu drzwi obaj aresztanci rzucili się na Jirmanna, w nocnych ciemnościach doszło do szamotaniny. W pewnym momencie Gley otworzył ogień i przypadkowo zadał Jirmannowi śmiertelną ranę.
Jirmann był jednym z dwóch członków załogi Bełżca, którzy zginęli pełniąc służbę w obozie. Został pochowany na niemieckim cmentarzu wojskowym w Tomaszowie Lubelskim. W latach 90. szczątki pogrzebanych tam osób przeniesiono na niemiecki cmentarz wojskowy w Przemyślu. Nazwisko Jirmanna zamieszczono na znajdującym się tam pomniku. W 2014 roku jego nazwisko zostało jednak skute.